# Ottokar
Ottokar (auch Otokar) ist ein männlicher Vorname.

## Herkunft und Bedeutung
Der Name stammt aus dem Althochdeutschen und setzt sich zusammen aus ot (‚Besitz, Reichtum‘, wie in Odo/Otto, Otfried) und einer wenig klaren Zweitsilbe. Letztere findet sich auch in Gundaker. Beide Namen scheinen im Südosten des Sprachgebiets heimisch.
Eine altertümliche Schreibweise ist Odowakar, in althochdeutschen Glossen Otacher, im Hildebrandslied in der Form Otachre. Eine frühe lateinische Form ist dann Odo(v)acer oder Odovacrius.

## Namensträger
- Odoaker (wohl 433–493), König von Italien
- Ottokar I. Přemysl (um 1155–1230), König von Böhmen
- Ottokar II. Přemysl (um 1232–1278), König von Böhmen
- Ottokar I. (Steiermark) († 1074), Markgraf
- Ottokar II. (Steiermark) († 1122), Markgraf
- Ottokar III. (Steiermark) († 1164), Markgraf
- Ottokar IV. (Steiermark) (1163–1192), Markgraf, später Herzog der Steiermark
- Ottokar aus der Gaal (* um 1265; † um 1320), steirischer Historiker und Dichter

Vorname:
- Otokar von Bradsky-Laboun (1866–1902), deutscher Luftfahrtpionier und Diplomat für Japan und Indien
- Otokar Březina (1868–1929), tschechischer Dichter
- Ottokar von Chiari (1853–1918), österreichischer Laryngologe
- Ottokar Czernin (1872–1932), führender Diplomat Österreich-Ungarns
- Ottokar Dörffel (1818–1906), deutsch-brasilianischer Rechtsanwalt, Bürgermeister, Redakteur und Verleger
- Ottokar Franz Ebersberg (1833–1886), Wiener Theaterdichter und Journalist
- Otokar Fischer (1883–1938), tschechischer Übersetzer, Literaturwissenschaftler und Dramaturg
- Ottokar Gräbner (1904–1972), deutscher Maler, Grafiker und Bildhauer
- Ottokar Hahn (1934–2020), deutscher Politiker (SPD)
- Ottokar Israel (1919–2004), deutscher Historiker, Archivar und Genealoge
- Ottokar Janetschek (1884–1963), österreichischer Bahninspektor und Schriftsteller
- Ottokar Kernstock (1848–1928), österreichischer Dichter, Priester und Augustiner-Chorherr
- Ottokar Lehrner (* 1966), österreichischer Schauspieler und Autor
- Ottokar Lorenz (Historiker, 1832) (1832–1904), österreichisch-deutscher Historiker und Genealoge
- Ottokar Lorenz (Historiker, 1905) (1905–nach 1943), deutscher Wirtschaftshistoriker
- Ottokar Luban (* 1937), deutscher Historiker und Sekretär der internationalen Rosa-Luxemburg-Gesellschaft
- Ottokar Nováček (1866–1900), tschechischer Violinist und Komponist
- Ottokar Runze (1925–2018), deutscher Schauspieler, Regisseur, Filmproduzent und Synchronsprecher
- Ottokar Schiewek  (1837–1901), deutscher Oberlehrer
- Ottokar Schupp (1834–1911), evangelischer Pfarrer und Volksschriftsteller
- Ottokar Tumlirz (1856–1928), böhmisch-österreichischer Physiker
- Ottokar Uhl (1931–2011), österreichischer Architekt und Hochschullehrer
- Ottokar Wüst (1925–2011), deutscher Fußball-Funktionär

Fiktive Personen:
- König Ottokars Glück und Ende, Trauerspiel von Franz Grillparzer
- Ottokar Domma, Figur aus der DDR-Jugendliteratur und Alter Ego von Otto Häuser (1924-2007)